# Stenetrium vemae
Stenetrium vemae là một loài chân đều trong họ Stenetriidae. Loài này được Kensley miêu tả khoa học năm 1980.